# Fenêtre de Durand
Das Fenêtre de Durand ist ein 2797 Meter hoher Gebirgspass in den Walliser Alpen. Der Saumpfad verbindet das schweizerische Rhonetal über das Val de Bagnes mit dem italienischen Aostatal. Die Lücke zwischen dem 3347 Meter hohen Mont Avril und dem 3518 Meter hohen Mont Gelé (Chanrion) ist der einzige eisfreie Übergang über den Alpenhauptkamm östlich des Grand Combin Massivs und westlich des Monte Rosa Massivs. Unmittelbar unterhalb der Passhöhe befindet sich auf der italienischen Seite der kleine Lac Fenêtre.

## Geschichte
Von 1348 bis 1475 hatten mehrere Pestepidemien die Bevölkerung im Val de Bagnes derart dezimiert, dass die Einheimischen nicht mehr genügend Vieh besaßen, um alle Alpen zu bestoßen. Bauern aus dem Aostatal trieben darauf ihre Kühe und Schafe über den Pass Fenêtre de Durand auf die Alp Grand Charmotane. Zu Beginn des 16. Jahrhunderts hatte sich die Bevölkerung des Val de Bagnes so weit von der Pest erholt, dass sie ihr Vieh wieder auf allen Alpen sömmern wollte. Die Hirten aus dem Aostatal gaben die Grand Charmotane aber nicht widerstandslos preis. Der Streit um das Weiderecht zog sich über sechs Jahrzehnte hin. Mal plünderten Bauern aus dem Aostatal die Käsekeller der Walliser Nachbarn und stahlen ihnen Vieh, mal brachen Bagnards zu Raubzügen ins Grenzgebiet auf.
Über diesen Übergang verlief seit der Besetzung des Aostatals durch die Deutschen Mitte September 1943 eine vielbegangene Fluchtroute in die Schweiz. Viele der Flüchtlinge nahmen den Weg über Valpelline nach Ollomont und weiter zur Alpe Berio, wo erfahrene Alpinisten aus dem Kreis der Widerstandskämpfer die Führung über die Grenzpässe sicherstellten. Um seiner Verhaftung zu entgehen, passierte auch der spätere Staatspräsident Italiens (1948–1955), Luigi Einaudi, zusammen mit seiner Frau Ida am 26. September 1943 hier das Fenêtre de Durand. Eine Bronzetafel auf der Passhöhe erinnert daran. Durch das Valpelline erreichten auch viele Antifaschisten die Schweiz, als deutsche und italienische Truppen Anfang November 1944 einen Großangriff unternahmen, um das Cogne-Tal zurückzuerobern.
Heute ist der Pass unter anderem ein beliebter Übergang für Mountainbiker.